# 443 Photographica
A 443 Photographica (ideiglenes jelöléssel 1899 EF) a Naprendszer kisbolygóövében található aszteroida. Maximilian Franz Joseph Cornelius Wolf és Friedrich Karl Arnold Schwassmann fedezte fel 1899. február 17-én.